# Ákos Kertész
Ákos Kertész (ur. 18 lipca 1932 w Budapeszcie, zm. 7 grudnia 2022 w Montrealu) – węgierski pisarz, dramaturg i scenarzysta.

## Życiorys
Urodził się w rodzinie żydowskiej, która przeszła na katolicyzm. W 2008 roku otrzymał Nagrodę Kossutha. W 2011 wywołał skandal, publikując list, w którym stwierdził, że Węgrzy są genetycznymi poddanymi, nie potrafią pracować, zazdroszczą innym sukcesu, są jedynym narodem, który nie rozliczył się ze swojego udziału w Holocauście w przeciwieństwie na przykład do Niemców. Chciano mu z tego powodu odebrać klucze do miasta Budapesztu i Nagrodę Kossutha. Otrzymał azyl polityczny w Kanadzie, motywowany tym, że z powodu gróźb, które otrzymywał, obawiał się o swoje życie. Część jego twórczości została przetłumaczona na polski. Jego najważniejszym dziełem jest powieść Makra.